# باخ‌آراخ
باخ‌آراخ (به آلمانی: Bacharach) که با نام باخ‌آراخ آام راین نیز شناخته می‌شود، یک شهر در منطقه ماینز-بینگن در ایالت راینلند-فالتز در کشور آلمان است. در بالای شهر، قلعه Stahleck (به آلمانی: Burg Stahleck)، بر بالای تپه‌ای واقع شده است که امروزه اقامتگاهی برای جوانان است.

## نگارخانه

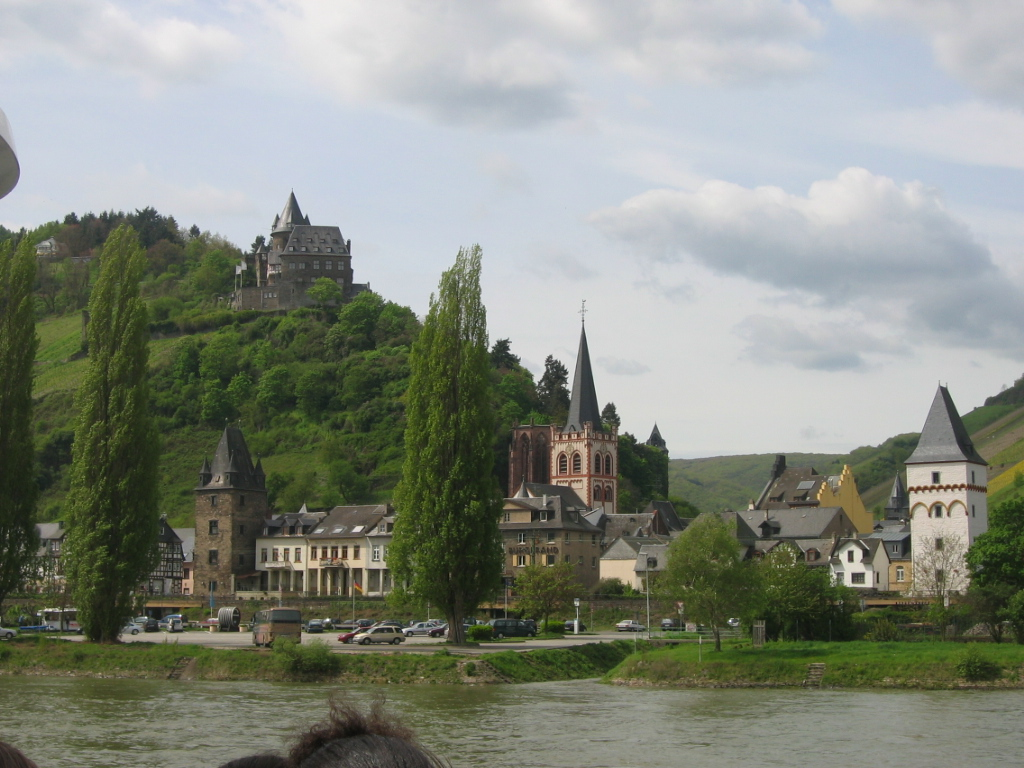
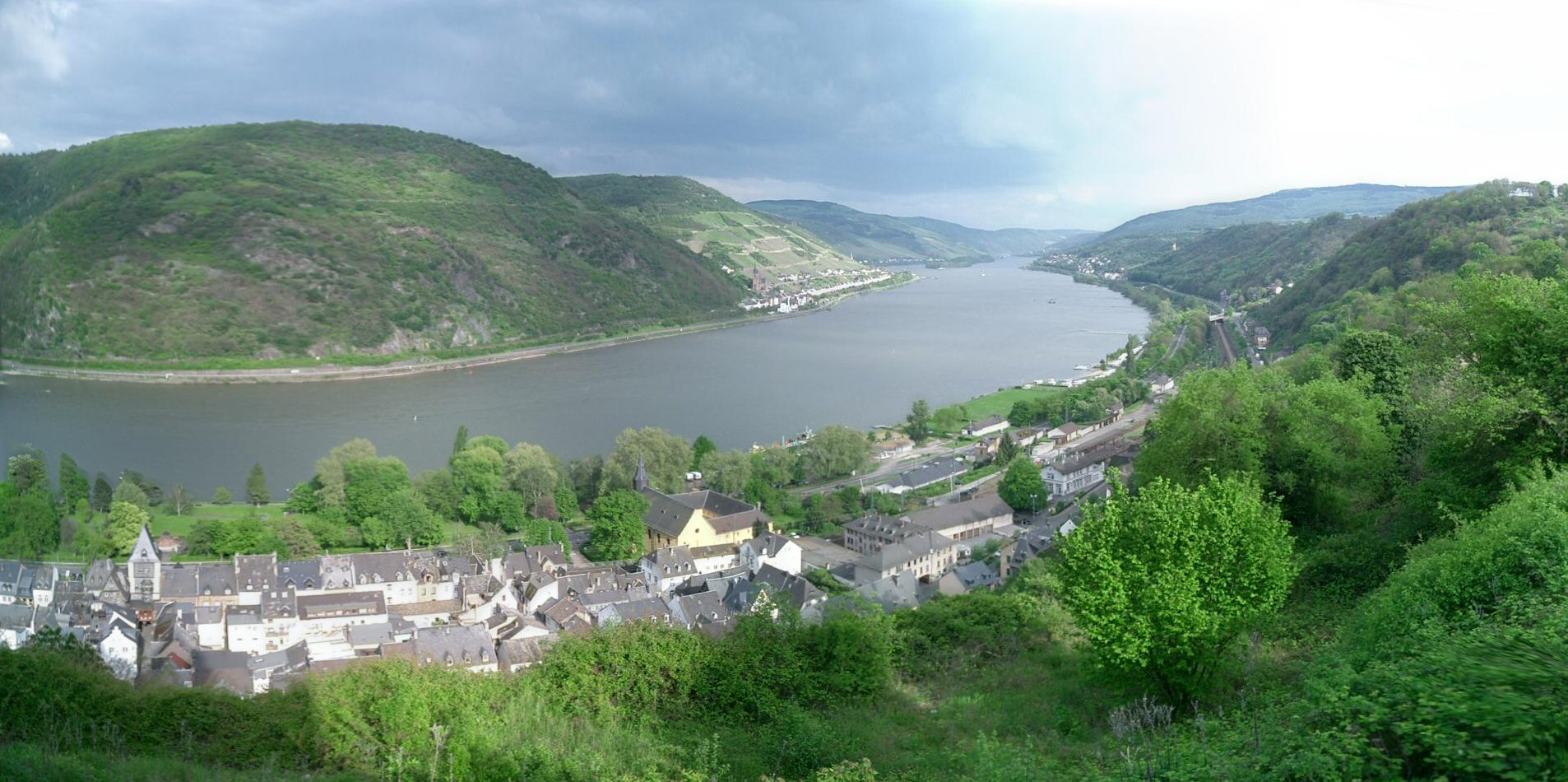
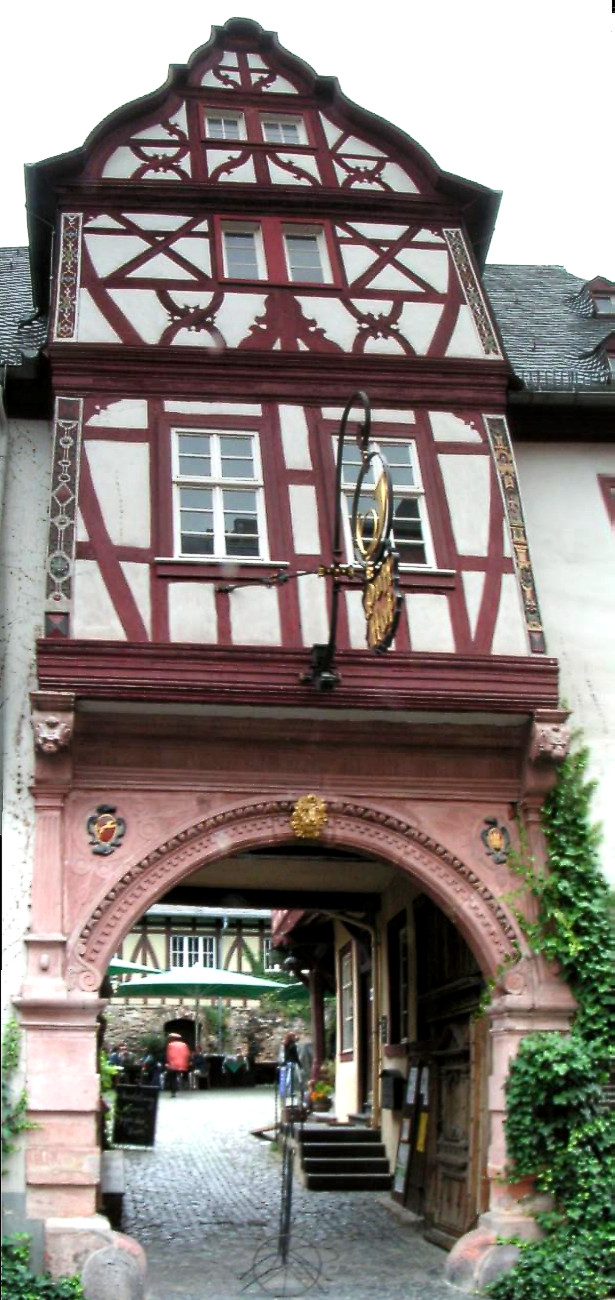
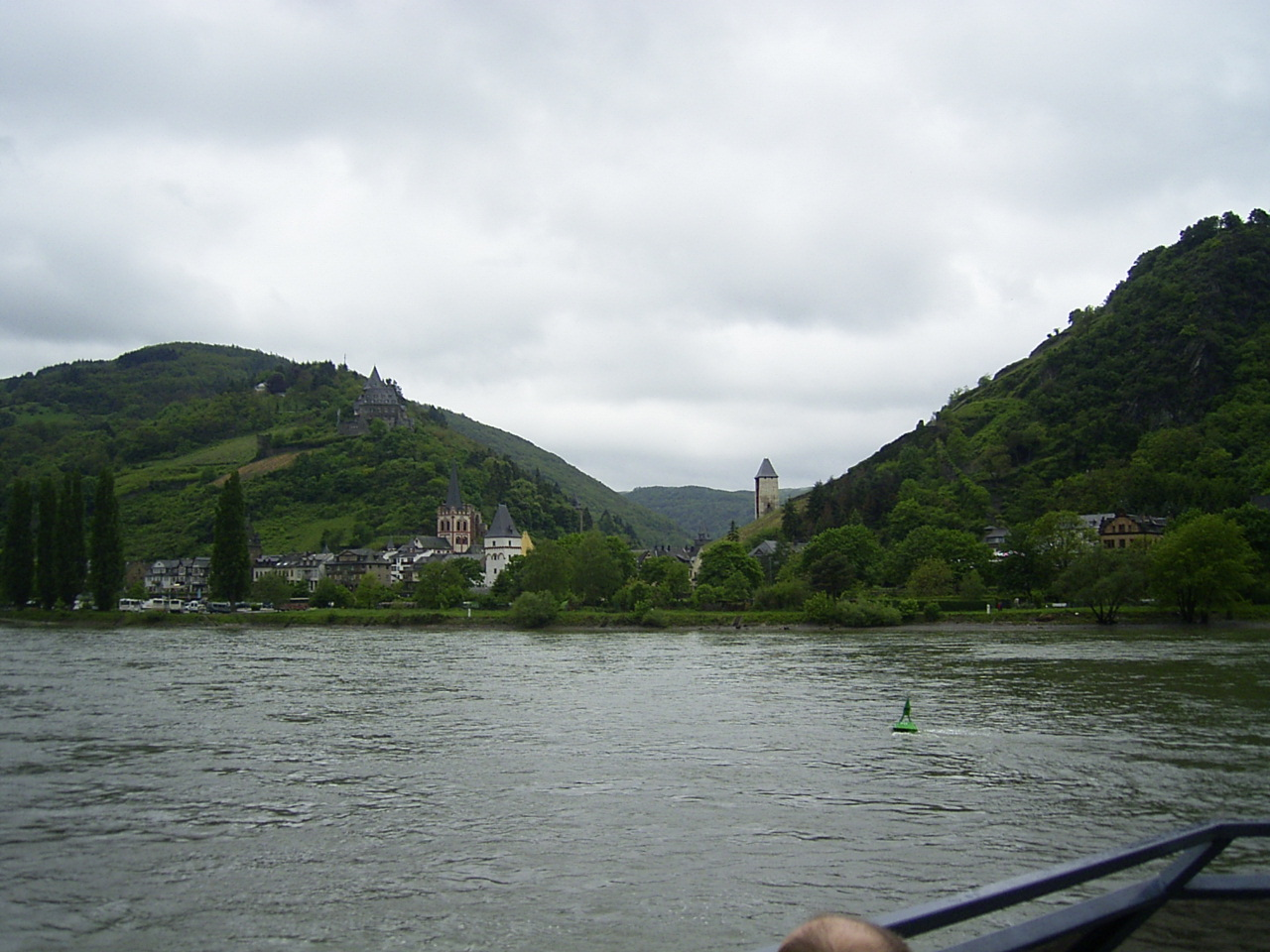
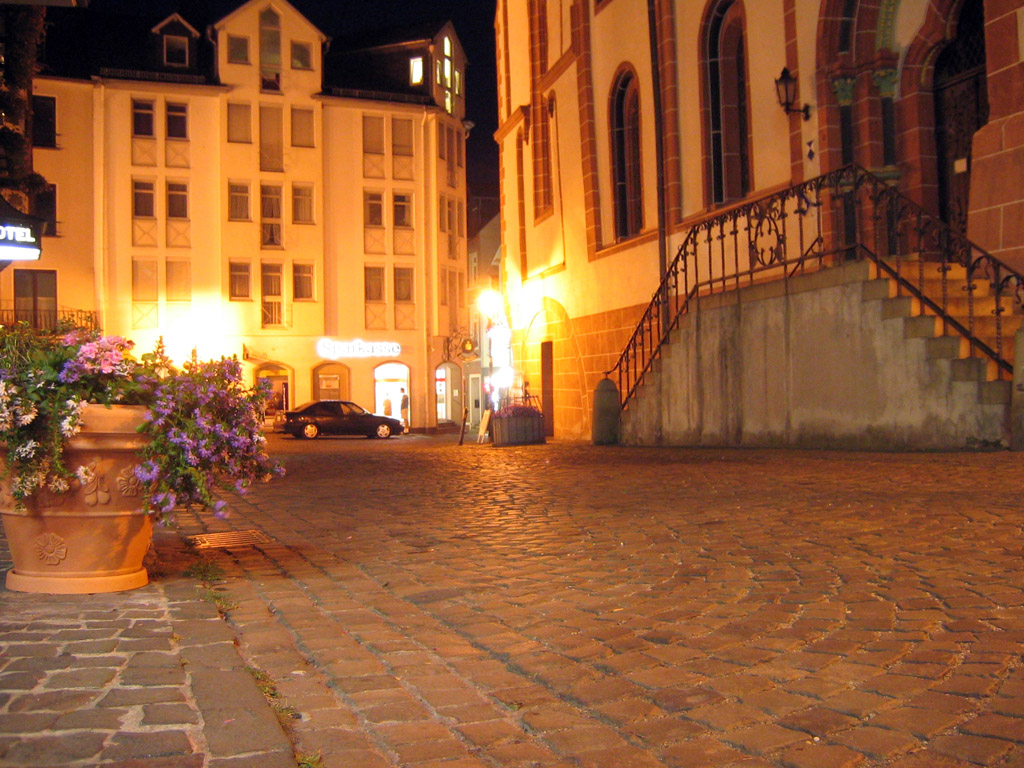
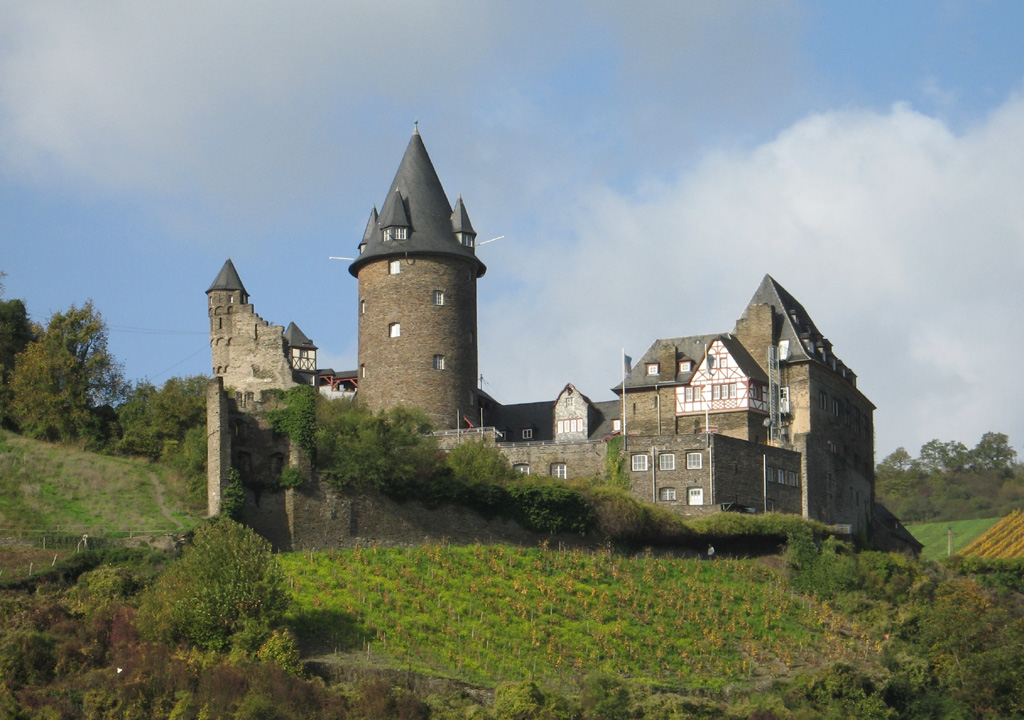
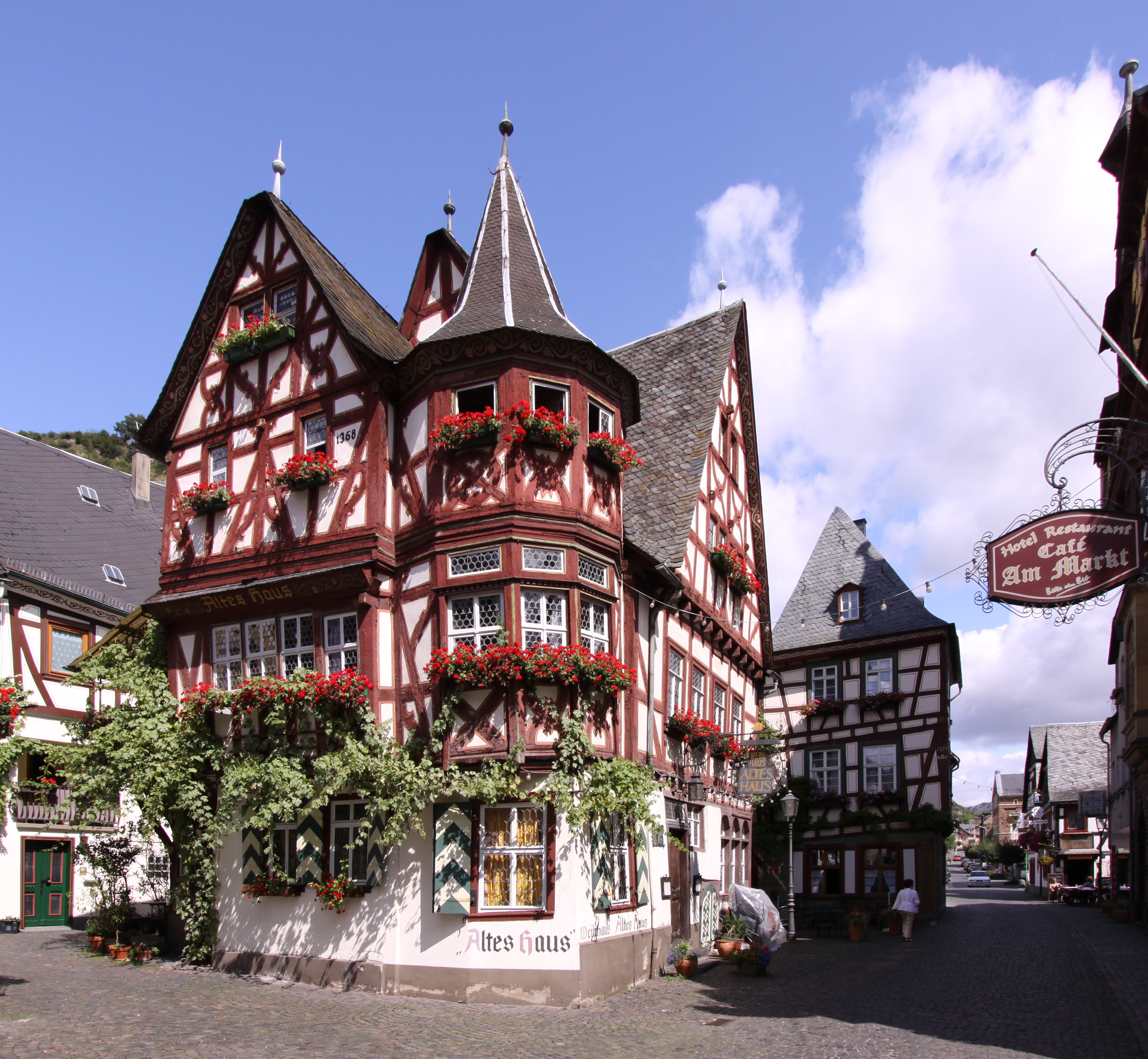
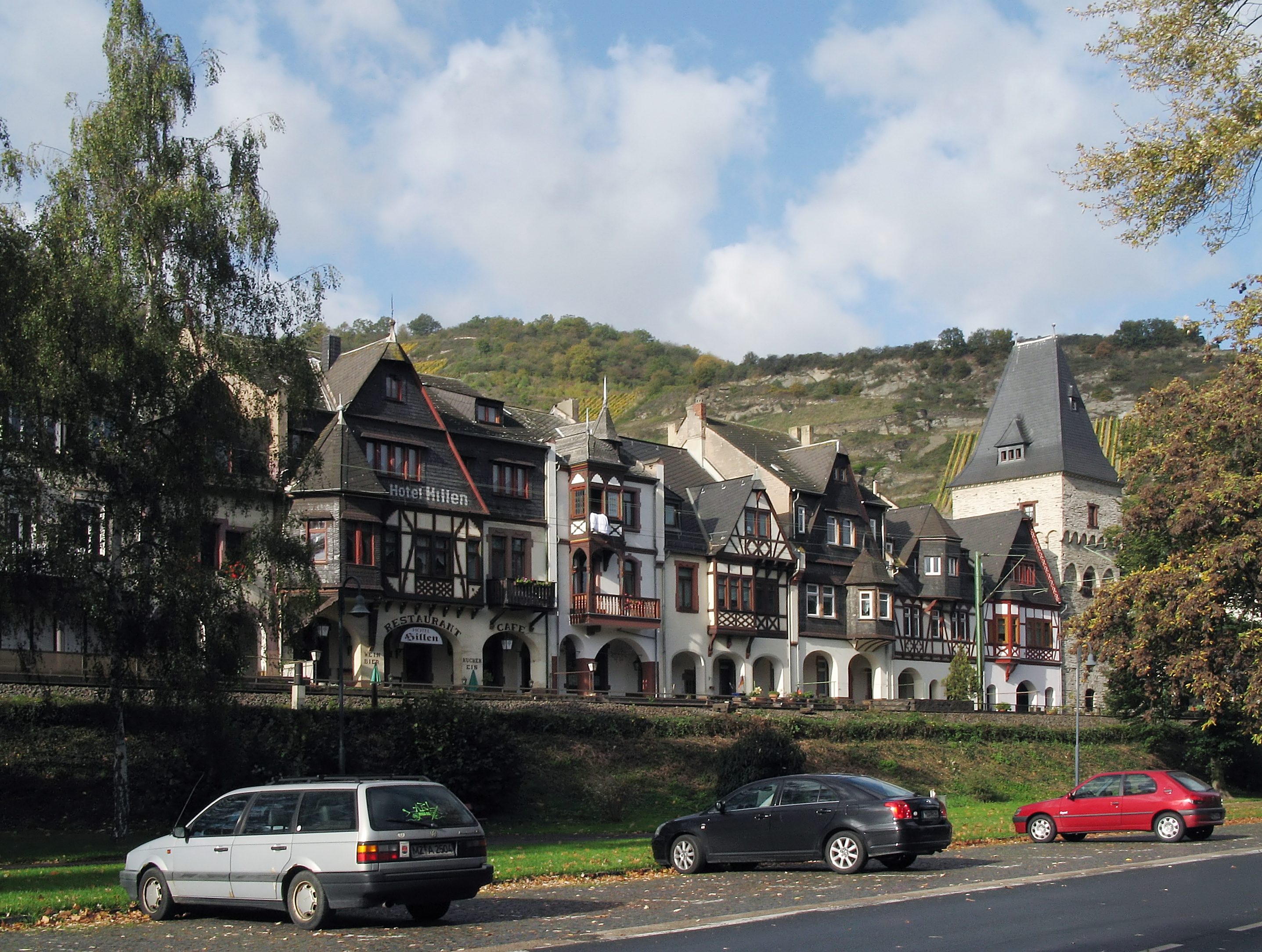
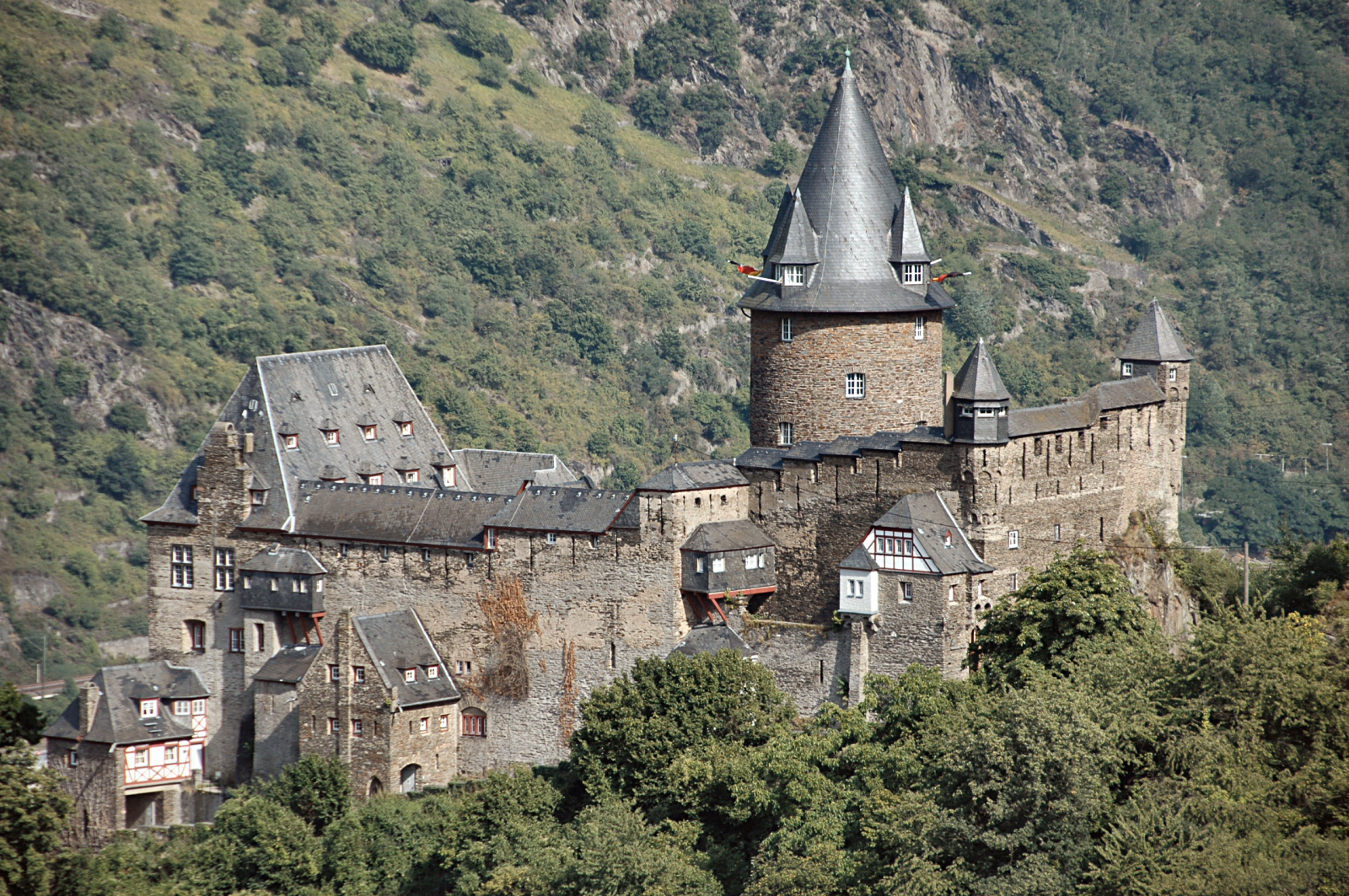
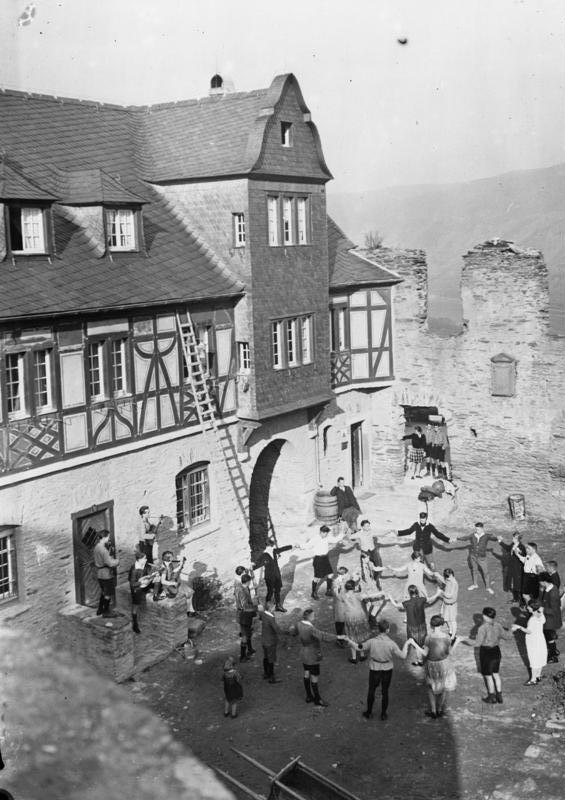
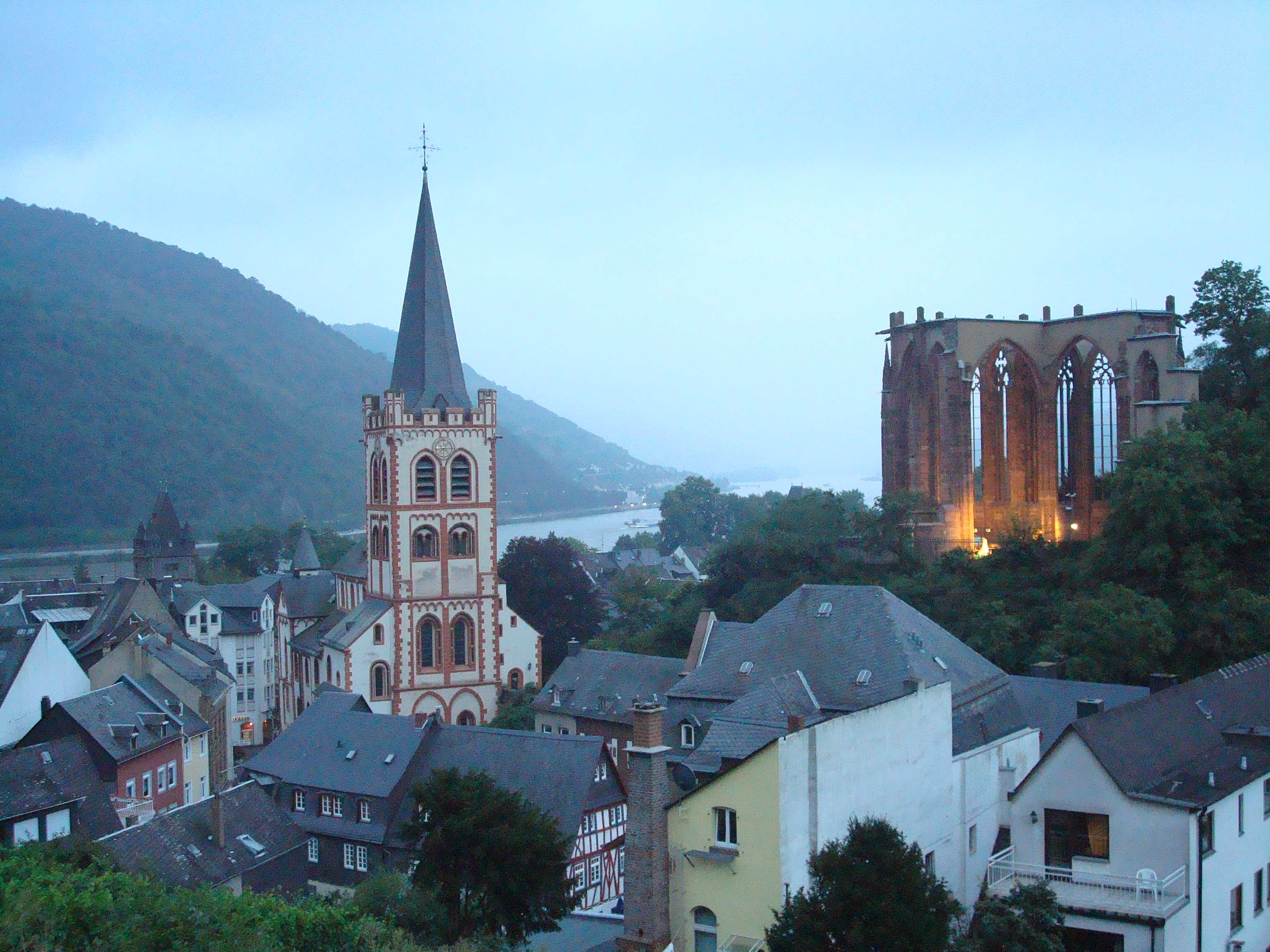